# M'Bouna
M’Bouna appelle aussi Dagaina Baba est une commune du Mali, dans le cercle de Bintagoungou et la région de Tombouctou.
La commune de M'Bouna compte dix villages : Tourchachambou, Goïza, Timalelene, Tama, Tindahamane, Tinassani, M'Bouna, Garbeye, Tondiya, Alkamabangou.